# Deuteragenia albiclypeata
Deuteragenia albiclypeata (лат.) — вид дорожных ос (Pompilidae).

## Распространение
Палеарктика: Дальний Восток (Приморский край, Сахалин, Южная Корея).

## Описание
Длина тела самок 6,3—8,9 мм, самцов — 7,0—8,0 мм. Основная окраска тела чёрная (бока клипеуса самцов жёлтые). Голова, переднеспинка, скутум, проплевры и тазики передней пары ног покрыты густым опушением из серебристых волосков. У самцов мандибулы с двумя зубцами, крылья затемнённые. Апикальные концы верхних челюстей красновато-бурые. Лёт отмечен в июле и августе. Гнездится в стеблях бамбука (данные по Корее). Предположительно, как и другие виды своего рода охотятся на пауков.